# Alternaria anagallidis
Alternaria anagallidis är en svampart. Alternaria anagallidis ingår i släktet Alternaria och familjen Pleosporaceae.  Utöver nominatformen finns också underarten anagallidis.